# جون وايت مور
جون وايت مور (بالإنجليزية: John White Moore)‏ هو ضابط أمريكي، ولد في 1832 في بلاتسبورغ في الولايات المتحدة، وتوفي في 1913.